# 弗隆博恩
弗隆博恩是德国莱茵兰-普法尔茨州的一个市镇。总面积7.94平方公里，总人口1031人，其中男性510人，女性521人（2011年12月31日），人口密度130人/平方公里。